# Dianthus tristis
Dianthus tristis är en nejlikväxtart som beskrevs av Josef Velenovský. Dianthus tristis ingår i släktet nejlikor, och familjen nejlikväxter. Inga underarter finns listade i Catalogue of Life.